# Alcántara
Alcántara är en ort och kommun i provinsen Cáceres i den autonoma regionen Extremadura i västra Spanien. Orten ligger vid floden Tajo, cirka 52 kilometer nordväst om Cáceres. Kommunen gränsar till Portugal i väster. Kommunen har 1 347 invånare (2024), på en yta av 552,01 km². Franciskanen Pedro de Alcántara föddes i Alcántara.